# Okres Nové Zámky
Okres Nové Zámky je jeden ze slovenských okresů. Leží v Nitranském kraji, v jeho střední a jižní části. Na severu hraničí s okresem Nitra a Levice, na jihu s okresem Komárno a s Maďarskem. Na západě svoji hranici sdílí také s okresem Šaľa. Patří k největším a nejzalidněnějším okresům Slovenska.

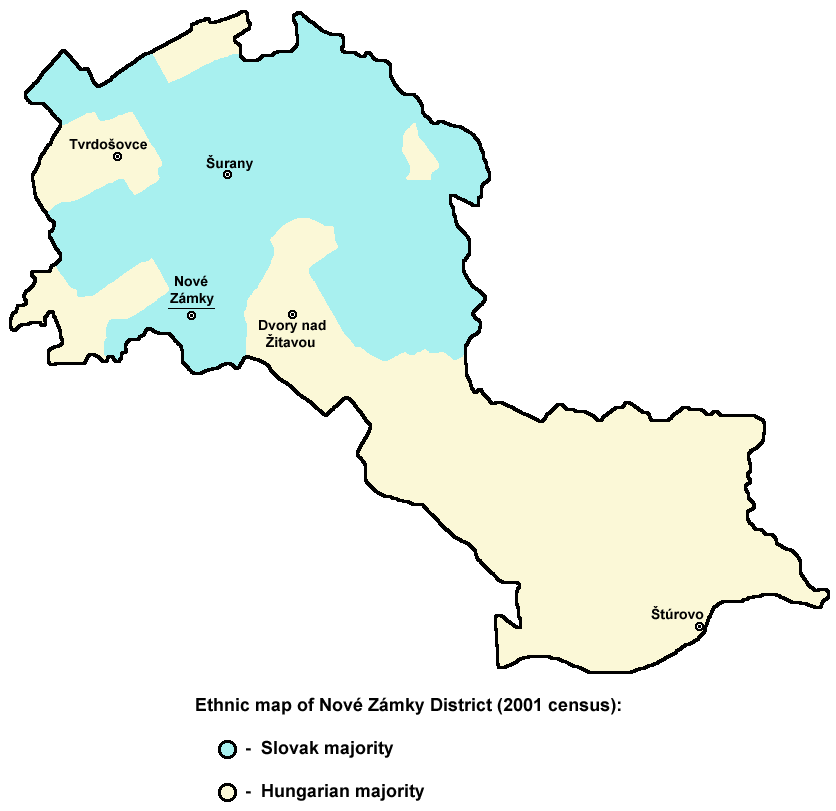
Etnická mapa (2001) s vyznačením oblastí se slovenskou (modře) a maďarskou (bíle) většinou.